# 「復興テレビ」みんなのチカラ 3.11
『「復興テレビ」みんなのチカラ 3.11』（「ふっこうテレビ」みんなのチカラ さんてんいちいち）は、日本テレビ系列で、2012年3月11日の、12:45 - 17:25と、18:00 - 18:55（JST）に生放送された2部構成の大型報道特別番組である。通称『復興テレビ』。

## 概要
東日本大震災発生から1年が経過するのを受けて放送された5時間越えの大型報道特別番組。また、途中、17:25 - 17:30は『おうちの神様』、17:30 - 18:00は『笑点』を中断番組として放送した（いずれも日本テレビの場合）。視聴率（ビデオリサーチ調べ、関東地区）は第1部は4.8%、第2部は8.3%であった。

## 内容
震災発生時刻には、被災地の各地（岩手県、宮城県、福島県）、東京からの政府主催の一周年式典の中継を交えながら黙とうが行われた。政府主催の一周年式典では、内閣総理大臣の野田佳彦と天皇の明仁（いずれも当時）の言葉が生中継された。CM明けには被災者の写真が映された。

## 中継先・出演者
- 太字は中継先。ただし、復興列車については中継先が変動したため「復興列車」との表記。
- ○印は『news every.』を担当している者。
- □印は『NEWS ZERO』を担当している者。
- ●印は『真相報道 バンキシャ!』を担当している者。
- 無印の者はゲスト出演である。

福島県会津若松市
- 櫻井翔（嵐）□
- 村尾信尚□
- 松尾英里子（日本テレビアナウンサー）□

復興列車
- 福澤朗●
- 鈴江奈々（日本テレビアナウンサー）●

宮城県南三陸町
- 藤井貴彦（日本テレビアナウンサー）○
- 小熊美香（同上）○
- 右松健太（同上）□
- 小山慶一郎（NEWS）○
- 粕谷賢之（日本テレビ解説主幹）○

イズミティ21（復興支援ライブ）
- 鈴木崇司（日本テレビアナウンサー）□
- 宮本笑里□
- 以下のアーティスト

アイスリンク仙台
- 佐藤義朗（日本テレビアナウンサー）○
- 陣内貴美子（スポーツジャーナリスト）○
- 荒川静香
- 羽生結弦

### アーティスト・披露曲
イズミティ21より生中継。以下の順は披露順。
| アーティスト                           | 披露曲           |
| -------------------------------------- | ---------------- |
| 平原綾香                               | Jupiter          |
| 宮本笑里□&仙台フィルハーモニー管弦楽団 | 上を向いて歩こう |
| YUI                                    | I'll be          |
| ゆず&飯舘村立飯舘中学校生徒            | 栄光の架橋       |

## ステーションブラックアウト 全電源喪失
『ステーションブラックアウト 全電源喪失〜あの時、原子炉に向かった〜』（ステーションブラックアウト ぜんでんげんそうしつ あのとき、げんしろにむかった）は、2012年3月11日の18:00 - 18:55（「復興テレビ」第2部）内で放送されたノンフィクションドラマ。

### 概要
福島第一原子力発電所事故発生時の原子炉に近い状態での再現ドラマ。事故発生時の様子を日本テレビ報道局が、福島第一原子力発電所の関係者への取材を重ね、あの時何が起こっていたのか細部まで再現した。
ロケは千葉県流山市の「北千葉浄水場」などで行われた。

### 内容
地震発生後の原子炉に一番近かった中央制御室の中にいた運転員が、水素爆発を避けるためにベントを開けに放射線量が高い原子炉建屋に2人1組になり突入して作業にあたった。ベントは2つあり、1つは開けることができたがもう1つの（原子炉の横にある）ベントまで残り約300mのところで線量計が100を超えたため、2人は中央制御室に戻ったが、そのうち1人は95ミリシーベルトの放射線を浴びた。海外の原発取材や当時の関係者の証言などを含めて検証するVTRも併せて放送。

### キャスト
- 春海四方、神尾佑、河野達郎、遠山俊也、佐伯新、杉本凌士、中田敦夫
- ナレーション：竹野内豊

## ネット局
| 放送対象地域   | 放送局                                     | 系列                           | 放送日・放送時間（JST）                                  |
| -------------- | ------------------------------------------ | ------------------------------ | -------------------------------------------------------- |
| 関東広域圏     | 日本テレビ（NTV） 『「復興テレビ」』制作局 | 日本テレビ系列                 | 2012年3月11日 12:45 - 17:25 18:00 - 18:55 （フルネット） |
| 北海道         | 札幌テレビ（STV）                          | 日本テレビ系列                 | 2012年3月11日 12:45 - 17:25 18:00 - 18:55 （フルネット） |
| 青森県         | 青森放送（RAB）                            | 日本テレビ系列                 | 2012年3月11日 12:45 - 17:25 18:00 - 18:55 （フルネット） |
| 岩手県         | テレビ岩手（TVI）                          | 日本テレビ系列                 | 2012年3月11日 12:45 - 17:25 18:00 - 18:55 （フルネット） |
| 宮城県         | ミヤギテレビ（MMT）                        | 日本テレビ系列                 | 2012年3月11日 12:45 - 17:25 18:00 - 18:55 （フルネット） |
| 秋田県         | 秋田放送（ABS）                            | 日本テレビ系列                 | 2012年3月11日 12:45 - 17:25 18:00 - 18:55 （フルネット） |
| 山形県         | 山形放送（YBC）                            | 日本テレビ系列                 | 2012年3月11日 12:45 - 17:25 18:00 - 18:55 （フルネット） |
| 福島県         | 福島中央テレビ（FCT）                      | 日本テレビ系列                 | 2012年3月11日 12:45 - 17:25 18:00 - 18:55 （フルネット） |
| 山梨県         | 山梨放送（YBS）                            | 日本テレビ系列                 | 2012年3月11日 12:45 - 17:25 18:00 - 18:55 （フルネット） |
| 新潟県         | テレビ新潟（TeNY）                         | 日本テレビ系列                 | 2012年3月11日 12:45 - 17:25 18:00 - 18:55 （フルネット） |
| 長野県         | テレビ信州（TSB）                          | 日本テレビ系列                 | 2012年3月11日 12:45 - 17:25 18:00 - 18:55 （フルネット） |
| 静岡県         | 静岡第一テレビ（SDT）                      | 日本テレビ系列                 | 2012年3月11日 12:45 - 17:25 18:00 - 18:55 （フルネット） |
| 富山県         | 北日本放送（KNB）                          | 日本テレビ系列                 | 2012年3月11日 12:45 - 17:25 18:00 - 18:55 （フルネット） |
| 石川県         | テレビ金沢（KTK）                          | 日本テレビ系列                 | 2012年3月11日 12:45 - 17:25 18:00 - 18:55 （フルネット） |
| 福井県         | 福井放送（FBC）                            | 日本テレビ系列／テレビ朝日系列 | 2012年3月11日 12:45 - 17:25 18:00 - 18:55 （フルネット） |
| 中京広域圏     | 中京テレビ（CTV）                          | 日本テレビ系列                 | 2012年3月11日 12:45 - 17:25 18:00 - 18:55 （フルネット） |
| 近畿広域圏     | 読売テレビ（ytv）                          | 日本テレビ系列                 | 2012年3月11日 12:45 - 17:25 18:00 - 18:55 （フルネット） |
| 鳥取県・島根県 | 日本海テレビ（NKT）                        | 日本テレビ系列                 | 2012年3月11日 12:45 - 17:25 18:00 - 18:55 （フルネット） |
| 広島県         | 広島テレビ（HTV）                          | 日本テレビ系列                 | 2012年3月11日 12:45 - 17:25 18:00 - 18:55 （フルネット） |
| 山口県         | 山口放送（KRY）                            | 日本テレビ系列                 | 2012年3月11日 12:45 - 17:25 18:00 - 18:55 （フルネット） |
| 徳島県         | 四国放送（JRT）                            | 日本テレビ系列                 | 2012年3月11日 12:45 - 17:25 18:00 - 18:55 （フルネット） |
| 香川県・岡山県 | 西日本放送（RNC）                          | 日本テレビ系列                 | 2012年3月11日 12:45 - 17:25 18:00 - 18:55 （フルネット） |
| 愛媛県         | 南海放送（RNB）                            | 日本テレビ系列                 | 2012年3月11日 12:45 - 17:25 18:00 - 18:55 （フルネット） |
| 高知県         | 高知放送（RKC）                            | 日本テレビ系列                 | 2012年3月11日 12:45 - 17:25 18:00 - 18:55 （フルネット） |
| 福岡県         | 福岡放送（FBS）                            | 日本テレビ系列                 | 2012年3月11日 12:45 - 17:25 18:00 - 18:55 （フルネット） |
| 長崎県         | 長崎国際テレビ（NIB）                      | 日本テレビ系列                 | 2012年3月11日 12:45 - 17:25 18:00 - 18:55 （フルネット） |
| 熊本県         | くまもと県民テレビ（KKT）                  | 日本テレビ系列                 | 2012年3月11日 12:45 - 17:25 18:00 - 18:55 （フルネット） |
| 鹿児島県       | 鹿児島読売テレビ（KYT）                    | 日本テレビ系列                 | 2012年3月11日 12:45 - 17:25 18:00 - 18:55 （フルネット） |

## スタッフ
- 協力:NNN各社
- 製作著作:日本テレビ